# Непрямий мовленнєвий акт
Непря́мий мовленнє́вий акт — стиль мовлення, усне висловлювання, вираз, речення, мовленнєва дія, мовленнєвий акт адресанта (автора), сенс якої виводиться не буквально, а з опертям на підтекст, прихований зміст, імплікатури дискурсу.
Типові приклади непрямих мовленнєвих актів:
- "Ви не змогли б зачинити двері?" — комунікативний смисл "зачиніть (будь ласка) двері"
- "Чи можу попросити Вас передати мені сіль?" — комунікативний смисл "передайте (будь ласка) мені сіль"
- "Ти не даси мені свій конспект?" — комунікативний смисл "дай мені (будь ласка) свій конспект"

Отже, комунікативний смисл непрямих мовленнєвих актів виводиться не із змісту (значення) пропозиції, а із засобів мовленнєвого коду, вжитих у конкретній ситуації, з конкретними мовцями, конкретною тематикою спілкування.
Ефективність комунікативного акту залежить від осіб адресата і адресанта. Саме мовець визначає, яким буде мовленнєвий акт: перформативним чи констативним, прямим чи непрямим. Від адресата, у свою чергу, залежить те, чи зможе він інтерпретувати цей мовленнєвий акт як перформативний чи констативний, прямий чи непрямий і відповідно відреагувати реплікою в діалозі або конкретним не мовленнєвим вчинком.

## Приклад
Ззвертаючись до сусіда за столом, адресант каже: “Ви не змогли б передати мені сіль?” Цей мовленнєвий акт є непрямим тому, що у формі запитання мовець сформулював прохання “передайте, будь ласка, сіль”. Але адресат, якщо він є носієм конкретної мови і культури, володіє достатнім рівнем комунікативної компетенції, правильно проінтерпретує це повідомлення і передасть сіль. Неправильна інтерпретація можлива у разі орієнтації лише на структуру пропозиції.
Відповідь: "Так, можу", але відсутність відповідної дії (передача солі тому, хто просить). У випадках правильної інтерпретації мовець орієнтується не на конвенції мови, де домінують логічні імплікації, а на конвенції спілкування, де домінують імплікатури дискурсу. Тобто адресат "висновує" потрібний зміст, спираючись на комунікативну, а не на мовну компетенцію.
Імплікація стосовно комунікативних аспектів мови спрацьовує не строго; йдеться про “висовування” адресатом іллокутивного змісту повідомлень у їх “прямому” вживанні, у межах прямих мовленнєвих актів.
Однак часто спостерігаються випадки непрямого вживання повідомлень мовленнєвих актів, де такі імплікації не чинні або "не спрацьовують". Адресат спирається на якісь інші закономірності вияву іллокутивного змісту мовленевого акту. Саме Г.-П. Грайс назвав імплікатурами мовленнєвого спілкування, або імплікатурами дискурсу.
Імплікатури мовленнєвого спілкування – прагматичні компоненти змісту повідомлень, мовленнєвих жанрів, дискурсів, які виводяться адресатом з контексту спілкування завдяки знанню комунікативних принципів, максим, постулатів та конвенцій спілкування. Іншими словами, імплікатури дискурсу породжуються не структурою мовного коду, а виникають із загальних умов успішності
комунікації.
Значна кількість МА може бути інтерпретована адресатом лише на основі імплікатур дискурсу. Наприклад, висловлювання Життя є життя чи Закон є закон порушують максиму Г.-П. Грайса “будь інформативним”, оскільки вони формально тавтологічні. Спираючись на принцип кооперативного спілкування, адресат сприймає їх не як тавтологічні, а інформативні, “вичитавши” в цих висловлюваннях імплікатури “життя завжди складне і його треба сприймати таким, яким воно є” та “закон потрібно виконувати”. Йдеться про непрямий мовленнєвий акт.
Однак, як зазначає Джон Серль, орієнтація адресата лише на пропозиційний зміст МА не завжди дає змогу пізнати адекватний намірам адресанта комунікативний смисл. Так, висловлювання "Я не можу зачинити двері" може бути носієм мовленнєвих актів з різним пропорційним змістом: повідомлення, попередження, докору, прохання, заперечення та ін. 
І навпаки, висловлювання "Ви мені заважаєте" не може бути носієм мовленнєвих актів з пропозиційним змістом доручення, питаня, дозволу, передбачення, вибачення, благословення та ін. Тобто пропозиційний зміст лише задає висловлюванню комунікативний напрям; “вичитування” ж адресатом справжнього комунікативного наміру адресанта відбувається з опертям на імплікатури дискурсу конкретного повідомлення.
Імплікатурам дискуру властиві такі особливості:
- мовні одиниці в комунікації можуть бути носіями різних значень;
- зміщення цих значень стосовно одних і тих самих мовленнєвих актів регулярні;
- зміщення, пов’язані з різними типами пропозитивних установок і модальностей (можливість, бажання, необхідність, причинність тощо);
- мовні засоби в непрямих мовленнєвих актах часто конвенціоналізуються, стають прагматичними кліше (наприклад, за питанням іде прохання: "Ви не скажете, котра година?");
- мовні засоби непрямих мовленнєвих актів “відсилають” до сфери немовних знань учасників комунікації (пресупозицій, знань принципів спілкування, ознак успішності комунікації);
- мовні одиниці непрямих мовленнєвих актів ніби свідчать про “порушення” мовцем одного чи кількох постулатів комунікативного кодексу та ін.

Загалом непрямий мовленнєвий акт “розпізнається” у межах конкретного комунікативного акту з урахуванням усіх без винятку його складових. Особливе значення при цьому має рівень комунікативної компетенції учасників спілкування, контекст і ситуація, у межах яких це спілкування відбувається.